# Olga Šober
Olga Šober (Sarajevo, 18. rujna 1953.), hrvatska operna pjevačica.

## Životopis
Rođena je u Sarajevu. Nakon završene srednje glazbene škole odlazi u Zagreb gdje diplomira pjevanje na Muzičkoj akademiji u klasi prof. Zlatka Šira. U Beču, na Hochschule für Musik und daarstellende kunst (u klasi velikog svjetskog tenora, Kammersängera Antuna Dermote) je specijalizirala i diplomirala “Lied und Oratorium”, a magistrirala je na beogradskom Fakultetu muzičkih umetnosti u klasi prof. Radmile Bakočević. Djelovala je kao prvakinja Opere u Hrvatskom narodnom kazalištu iz Osijeka, a od 1988. godine prvakinja je Opere Hrvatskog narodnog kazališta Ivana pl. Zajca u Rijeci. Gostuje na svim opernim pozornicama i scenama u domovini (Zagreb, Split, Osijek i Rijeka) te na ljetnim festivalima (Dubrovnik, Split, Pula, Rijeka, Opatija …) kao i u mnogim gradovima bivše Jugoslavije (Ljubljana, Sarajevo, Beograd, Novi Sad…).
Kao samostalna umjetnica bilježi značajne nastupe i u inozemstvu: Italija, Austrija, Njemačka, Luksemburg, Norveška, Mađarska, Češka, Litva, Bugarska, Ukrajina, Tatarstan, Gruzija, Tajvan, SAD, Japan… koncertirajući i pjevajući glavne uloge svog lirsko-koloraturnog faha.
Gilda u Verdijevoj operi “Rigoletto”, Violetta u “La Traviata”; Lucia di Lammermoore u istoimenoj Donizettijevoj operi, Kraljica noći u Mozartovoj “Čarobnoj fruli”; Jelena u Zajčevoj operi “Nikola Šubić Zrinski”; Margareta u operi “Faust”, Michaela u “Carmen” samo su neke u nizu mnogobrojnih uloga za koje je dobila sva značajna priznanja među kojima se ističu:

## Nagrade i priznanja
•	Rektorska nagrada najboljem studentu Muzičke akademije u Zagrebu 
•	Nagrada Pavao Markovac; Priznanje Vjesnikove kritike Darko Lukić,
•	Šaljapinova medalja sveruskog opernog festivala u Kazanju (Tatarstan), 
•	Nagrada Anala u Osijeku za najbolju glavnu žensku ulogu,
•	Nagrada Grada Rijeke 1994. “za izuzetne interpretacije opernih uloga i ukupni stvaralački rad”, 
•	Nagrada Milka Trnina “za vrhunske domete u 1996. godini”, 
•	Nagrada Hrvatskog glumišta “za najbolje umjetničko ostvarenje u kategoriji opera, opereta i balet za 1997.”, 
•	Nagrada Štefanija Lenković “za najbolje ostvarenu žensku glavnu ulogu u sezoni 2004/2005 u HNK Ivana pl. Zajca Rijeka”,
•	Orden Reda Danice hrvatske s likom Marka Marulića "za osobite zasluge u kulturi" 1998., 
•	2008. godine Ministar kulture RH proglašava ju Nacionalnom prvakinjom opere.

## Koncertna djelatnost
Uz opernu glazbu njeguje i bogatu solističku koncertnu aktivnost a nastupa uz najpoznatije komorne sastave i zborove u zemlji i inozemstvu (Bečki komorni orkestar, Milanski simfonijski orkestar, Zagrebačka filharmonija, Simfonijski orkestar HRT, Zagrebački solisti, Dubrovački simfonijski orkestar, Akademski zbor »Ivan Goran Kovačić«, Collegium Musicum Slavnonicum, Collegium Musicum Fluminense, Collegium pro musica sacra, Riječki oratorijski zbor Ivan Matetić Ronjogov). Snima na razne nosače zvuka, a snimila je ekraniziranu operu «Nikola Šubić Zrinjski».

## Pedagoški rad
Olga Šober se bavi i pedagoškim radom. Do svog odlaska u Rijeku 1988. radila je kao profesorica pjevanja na varaždinskoj i osječkoj srednjoj glazbenoj školi, potom tri godine predaje na Visokoj školi za glazbenu umjetnost "Ino Mirković" solo-pjevanje, a danas je docentica pjevanja na Muzičkoj akademiji Sveučilišta u Zagrebu iz kolegija Solo-pjevanje te Komorna glazba.
Članica je stručnog ocjenjivačkog suda na natjecanju opernih pjevača u Alcamo (Italija) kao i glazbenih natjecanja u zemlji.

## Repertoar
Gaetano Donizetti
•	Lucia di Lammermoor	        - Lucia
•	L'elisir d'amore 		- Adina
•	Don Pasquale			- Norina
•	Rita				- Rita
Wolfgang Amadeus Mozart
•	Le Nozze di Figaro		- Susanna
•	Die Zauberflöte		        - Kraljica noći 
•	La finta giardiniera		- Serpetta
Gioachino Rossini
•	Il Barbiere di Siviglia		- Rosina
•	Mosé				- Anaide
•	Il Signor Bruschino		- Sofia
•	Il Turco in Italia		- Fiorilla
Giacomo Puccini
•	La Bohéme			- Musetta

Giuseppe Verdi
La Traviata			- Violetta Valery
•	Rigoletto			- Gilda
•	Falstaff			- Alice
•	Un Ballo in maschera		- Oscar

Claudio Monteverdi
•	Il Rittorno d'Ulisse in patria	- Hera

Christoph W. Gluck
•	Orfeo ed Euridice	        - Amor

Georges Bizet
•	Carmen			        - Michaela, Frasquita

Charles Gounod
•	Faust			        - Margareta

Richard Wagner
•	Das Rheingold		        - Woglinde

Jules Massenet
•	Manon			        - Manon

Ivo Tijardović
•	Mala Floramye		        - Floramye

Ivan pl. Zajc
•	Nikola Šubić Zrinski	        - Jelena
•	Lizinka			        - Lizinka
•	Ban Leget		        - Banica

Vatroslav Lisinski
•	Porin 			        - Zorka

Boris Papandopulo
•	Kentervilski duh	        - Elinor
Johann Strauss
•	Die Fledermaus		        - Adele

## Lions Clubs International
Kao članica Lions kluba Rijeka bila je među prvim ženama u Hrvatskoj, obnašala je sve dužnosti u distriktu (od predsjednice kluba, predsjedavajuće zone i regije), a godine 2003./2004. obnašala je dužnost guvernerice hrvatskog distrikta. Dobitnica je mnogih nagrada i priznanja, nositelj prestižne titule Melvin Jones Fellow (MJF), a od 2008. godine Koordinator za Bosnu i Hercegovinu.

## OSMTH
Jedna je od utemeljitelja Ordo Supremus Militaris Templi Hierosolymitani odnosno Templarskog reda u Hrvatskoj, a danas je predstojnica i zapovjednica riječke postrojbe "Sv. Vid".